# Ulrich Lehmann (paléontologue)
Pour les articles homonymes, voir Ulrich Lehmann et Lehmann.
Ulrich Franz Walter Lehmann (né le 7 mars 1916 à Hamberge dans l'arrondissement de Stormarn et mort le 6 avril 2003) est un paléontologue allemand.